# Prezident Bulharska

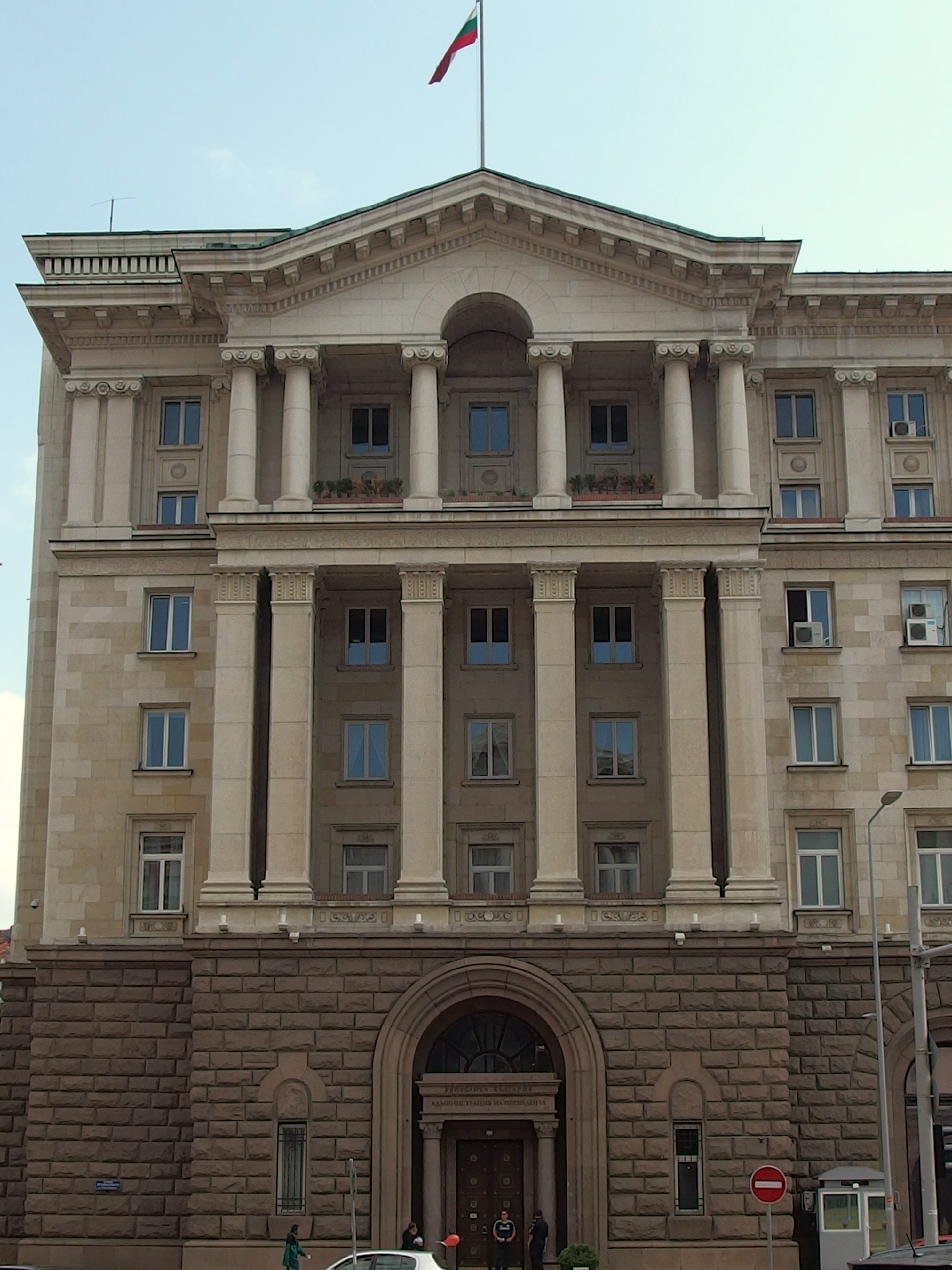
Kancelář bulharského prezidenta

Prezident Bulharské republiky (bulharsky: Президент на Република България, romanizováno: Prezident na Republika Bŭlgariya) je hlavou státu Bulharska a vrchním velitelem bulharské armády. Oficiální sídlo prezidenta je v rezidenci Bojana v Sofii. V lednu 2017 se prezidentem Bulharska stal Rumen Radev, který jako nezávislý kandidát vyhrál listopadové prezidentské volby 2016. Mandát pak obhájil v listopadových volbách 2021.
V Bulharsku je role prezidenta především symbolická, přičemž jeho hlavní funkcí je být „arbitrem“ sporů mezi různými bulharskými institucemi. Není považován za hlavu vlády ani za součást výkonné moci národa. V nepřítomnosti předsedy vlády jsou však prezidenti pověřeni jmenováním dočasné administrativy, což jim v takových obdobích dává značný vliv na vládu (Želju Želev v letech 1994 až 1995; Petar Stojanov v roce 1997; Rosen Plevneliev v letech 2013 a 2014; a Rumen Radev v roce 2017, 2021 a od roku 2022). V některých případech prezident jmenoval i předsedu vlády. Je volen na pětileté funkční období, může být zvolen pouze dvakrát. Poté, co jednotlivec sloužil jako prezident dvě funkční období, je tomuto jednotlivci navždy zakázáno být znovu zvolen prezidentem podle pravidel stanovených bulharskou ústavou. Prezident promlouvá k národu v celostátní televizi každoročně na Silvestra, jen chvíli před začátkem nového roku.

## Volby

### Volební způsobilost
Aby se bulharský občan mohl ucházet o úřad prezidenta Bulharska, musí splňovat tyto podmínky:
- Musí to být bulharský občan
- Musí být starší 40 let
- Pět let před kandidaturou musí žít v Bulharsku
- Musí splnit všechny podmínky, které by byly vyžadovány pro zvolení poslance do bulharského Národního shromáždění

### Volební systém
Prezidenta volí přímo bulharský lid ve dvoukolových většinových volbách. Pokud se kandidátovi podaří získat v prvním kole více než 50 % hlasů a volební účast byla alespoň 50 %, je zvolen tento kandidát. Pokud se žádnému z kandidátů nepodaří získat více než 50 % hlasů nebo byla volební účast v prvním kole nižší než 50 %, pak se dva nejúspěšnější kandidáti střetnou ve druhém kole, kde se hlasuje podle systému relativní většiny, což znamená, že kandidát, který obdrží větší počet hlasů je považován za zvoleného.

## Omezení
Prezident má po dobu svého funkčního období zakázáno být členem Národního shromáždění a zastávat jakékoli jiné vládní, veřejné nebo soukromé funkce. Prezidentovi je také ústavně zakázáno v době, kdy je v úřadu zastávat vedoucí pozici politické strany. V praxi, navzdory skutečnosti, že většina kandidátů na prezidenta je volena na návrh politických stran a navzdory skutečnosti, že ústava nezakazuje prezidentovi být řadovým členem politické strany, se v Bulharsku očekává, že zvolený prezident se po zvolení zřekne veškeré příslušnosti k politickým stranám a působí jako nezávislý politik.

## Pravomoci a privilegia
Prezident Bulharska má řadu funkcí a pravomocí, které jsou opravovány v kapitole 4 bulharské ústavy z roku 1991. Prezident je volen přímo lidovým hlasováním na období pěti let, přičemž může být zvolen podruhé.

### Prezidentské pravomoci
Prezidentovi Bulharska náleží následující pravomoci:
- Možnost udělit, obnovit nebo odebrat[9] bulharské občanství, stejně jako status uprchlíka
- Jmenovat a odvolávat vysoké vládní úředníky
- Uplatňovat právo omilostnit odsouzené zločince a také odpustit „nedobytné“ dluhy vůči vládě
- Přejmenovávat vesnice, města a objekty národního významu
- Působit jako nejvyšší vrchní velitel bulharských ozbrojených sil
- Reprezentovat Bulharsko doma i v zahraničí
- Určit datum celostátních a komunálních voleb v intervalech stanovených zákonem
- Vetovat jakýkoli návrh zákona vycházející z Národního shromáždění tím, že jej po schválení zastupitelstvem odmítne podepsat[10]
- Vyhlásit válku, stanné právo nebo jakýkoli jiný výjimečný stav (to se děje s pomocí Poradní rady pro národní bezpečnost)
- Udělovat řády, vyznamenání a medaile Bulharska

### Imunita
Prezident požívá během svého funkčního období paušální právní imunitu a nenese odpovědnost za žádný čin spáchaný ve službě, s výjimkou zrady nebo porušení bulharské ústavy. Pravomocí může být zbaven pouze prostřednictvím impeachmentu a nemůže jich být zbaven žádnou jinou institucí. Prezident nemůže být zadržen a nemůže být stíhán.

## Viceprezident
Prezidentovi pomáhá viceprezident Bulharska. V případě nepřítomnosti ho zastupuje. Ústava umožňuje prezidentovi delegovat na viceprezidenta pravomoc jmenovat a odvolávat určité úředníky, udělovat milosti a amnestii, poskytovat občanství a status uprchlíka, ale jakoukoli další pravomoc prezident na viceprezidenta delegovat nemůže. Požívá stejných výsad a má imunitu jako prezident a může být ze své funkce odvolán pouze za stejných postupů jako prezident.

## Ukončení funkce
Mandát prezidenta je podle ústavy ukončen tehdy a když:
- Prezidentské funkční období vyprší
- Prezident rezignuje u Ústavního soudu
- Prezident je z důvodu vážné nemoci trvale neschopen vykonávat svou funkci
- Prezident zemře ve funkci
- Prezident je obžalován

## Bulharská prezidentská linie nástupnictví
1. Viceprezident Bulharska
2. Předseda Národního shromáždění
3. Premiér Bulharska